# 아벨 39
아이벨 39(Abell 39)는 허큘리스자리에 있는 행성상 성운이다. 거의 완벽한 구의 형태를 띤다.